# Rydals museum
Rydals museum är ett arbetslivsmuseum i brukssamhället Rydal i Marks kommun. Sedan 1991 är fabrikerna byggnadsminne.
I Rydal anlade Sven Erikson år 1853 Rydahls Manufaktur AB, det första mekaniserade bomullsspinneriet i Sjuhäradsbygden. Han hade redan 1834 grundat Rydboholms aktiebolag, Sveriges första mekaniska bomullsväveri, och Rydals spinneri anlades så att han kunde göra sig oberoende av importerat bomullsgarn.
Fabriken är byggd av gråsten från trakten och gjutjärnspelare importerades från Manchester. Maskinerna drevs med vattenkraft från Viskan. Runt fabriken växte brukssamhället upp med arbetarbostäder, disponentbostad, minuthandel och skola. På 1920-talet tillkom den första egnahemsbebyggelsen.
Den 2 april 2011 återinvigdes Rydals museum med en ny basutställning om Marks historia.

## Bildgalleri

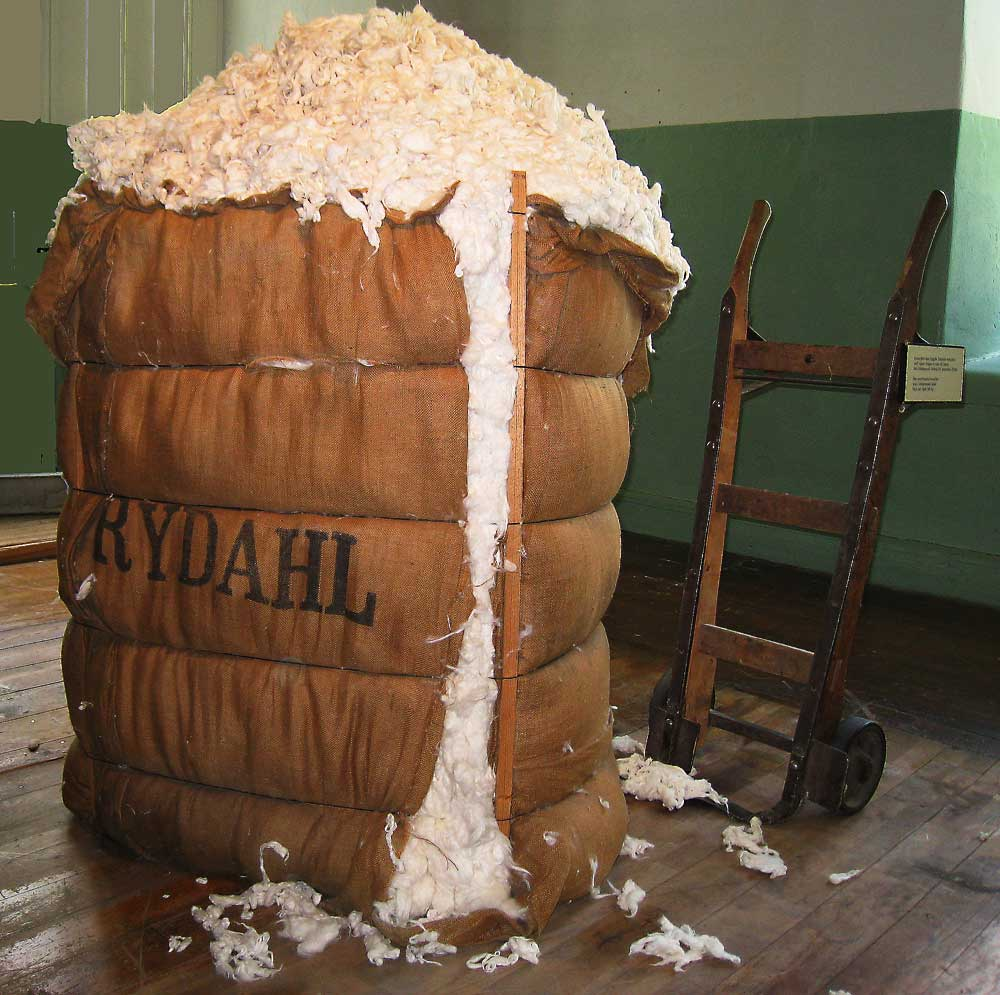
Spinneriets råvara: bomull
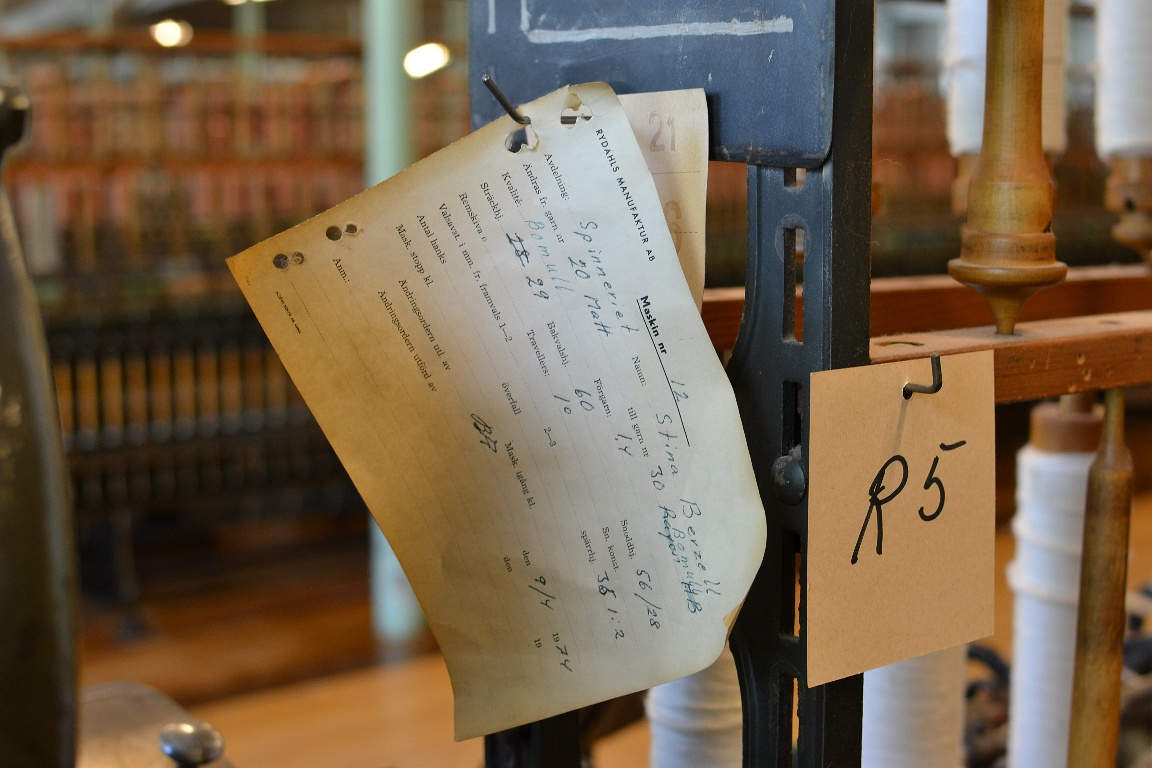
Arbetsorder